# Tanzanie aux Jeux du Commonwealth
La Tanzanie participe aux Jeux du Commonwealth depuis les Jeux de 1962 à Perth, en Australie. Les Tanzaniens ont remporté à ce jour vingt-et-une médailles, dont six en or. Quinze de ces médailles ont été obtenues aux épreuves d'athlétisme, et les six autres en boxe, bien que les Tanzaniens aient pris part à une large gamme de disciplines sportives. Les Tanzaniens ont notamment remporté trois fois le marathon (masculin) : en 1978, 2002 et 2006. Par ailleurs, le pays détient le record des Jeux pour l'épreuve du 1 500 mètres hommes : 3:32.16, établi par Filbert Bayi en 1974.

## Médailles
Résultats par Jeux :
| Année | Médaille d'or | Médaille d'argent | Médaille de bronze | Total   |
| ----- | ------------- | ----------------- | ------------------ | ------- |
| 1962  | 0             | 0                 | 0                  | 0       |
| 1966  | 0             | 0                 | 0                  | 0       |
| 1970  | 0             | 1                 | 0                  | 1       |
| 1974  | 1             | 0                 | 1                  | 2       |
| 1978  | 1             | 1                 | 0                  | 2       |
| 1982  | 1             | 2                 | 2                  | 5       |
| 1986  | boycott       | boycott           | boycott            | boycott |
| 1990  | 0             | 1                 | 2                  | 3       |
| 1994  | 0             | 0                 | 1                  | 1       |
| 1998  | 1             | 1                 | 1                  | 3       |
| 2002  | 1             | 0                 | 1                  | 2       |
| 2006  | 1             | 0                 | 1                  | 2       |
| 2010  | 0             | 0                 | 0                  | 0       |
| 2014  | 0             | 0                 | 0                  | 0       |
| Total | 6             | 6                 | 9                  | 21      |

Médaillés d'or :
| Nom              | Jeux | Discipline | Épreuves             | Résultat                           |
| ---------------- | ---- | ---------- | -------------------- | ---------------------------------- |
| Filbert Bayi     | 1974 | Athlétisme | 1 500 mètres hommes  | 3 min 32 s 16 (record du monde)    |
| Gidamis Shahanga | 1978 | Athlétisme | Marathon hommes      | 2 h 15 min 39 s 76                 |
| Gidamis Shahanga | 1982 | Athlétisme | 10 000 mètres hommes | 28 min 10 s 20                     |
| Michael Yomba    | 1998 | Boxe       | 54 kg hommes         | bat Herman Ngoudjo (CAM) en finale |
| Francis Naali    | 2002 | Athlétisme | Marathon hommes      | 2 h 11 min 58 s                    |
| Samson Nyonyi    | 2006 | Athlétisme | Marathon hommes      | 2 h 11 min 29 s                    |